# Rita Ináncsi
Rita Ináncsi (ur. 6 stycznia 1971 w Budapeszcie) – węgierska lekkoatletka, wieloboistka. Trzykrotna olimpijka (1992, 1996, 2000).

## Sukcesy
- srebrny medal Mistrzostw Świata Juniorów w Lekkoatletyce (Płowdiw 1990)
- srebro Halowych Mistrzostw Europy w Lekkoatletyce (Paryż 1994)
- srebrny medal podczas Mistrzostw Europy w Lekkoatletyce (Helsinki 1994)
- brąz Mistrzostw Świata w Lekkoatletyce (Göteborg 1995)
- 6. miejsce na Igrzyskach olimpijskich (Atlanta 1996)

## Rekordy życiowe
- Siedmiobój lekkoatletyczny - 6573 pkt (1994) do 2019 rekord Węgier[1]
- Pięciobój lekkoatletyczny - 4775 pkt (1994) rekord Węgier